# Maximiliano Juambeltz
Maximiliano Juambeltz Fernández (Sarandí del Yí, 9 giugno 2002) è un calciatore uruguaiano, attaccante dell'  Independiente Rivadavia.

## Carriera

### Club
Cresciuto nel settore giovanile dello Defensor Sporting, ha esordito in prima squadra il 9 luglio 2021 disputando l'incontro di Segunda División perso 1-4 contro il Racing Montevideo. L'anno seguente ha invece esordito in massima serie.

### Nazionale
Nel 2019 ha giocato otto partite, realizzandovi anche una rete, con la nazionale uruguaiana Under-17.

## Statistiche

### Presenze e reti nei club
Statistiche aggiornate al 2 giugno 2022.
| Stagione        | Squadra           | Campionato      | Campionato | Campionato | Coppe nazionali | Coppe nazionali | Coppe nazionali | Coppe continentali | Coppe continentali | Coppe continentali | Altre coppe | Altre coppe | Altre coppe | Totale | Totale |
| Stagione        | Squadra           | Comp            | Pres       | Reti       | Comp            | Pres            | Reti            | Comp               | Pres               | Reti               | Comp        | Pres        | Reti        | Pres   | Reti   |
| --------------- | ----------------- | --------------- | ---------- | ---------- | --------------- | --------------- | --------------- | ------------------ | ------------------ | ------------------ | ----------- | ----------- | ----------- | ------ | ------ |
| 2021            | Defensor Sporting | SD              | 12         | 2          |                 | -               | -               |                    | -                  | -                  |             | -           | -           | 12     | 2      |
| 2022            | Defensor Sporting | PD              | 8          | 0          |                 | -               | -               |                    | -                  | -                  |             | -           | -           | 8      | 0      |
| Totale carriera | Totale carriera   | Totale carriera | 20         | 2          |                 | -               | -               |                    | -                  | -                  |             | -           | -           | 20     | 2      |